# McKayla Maroney
McKayla Maroney (Long Beach, Kalifornia, 1995. december 9. –) olimpiai bajnok tornász.
Ő volt az első amerikai tornásznő, aki megvédte világbajnoki címét ugrásban. Londonban ugrásban szerzett ezüstérmét követően a díjátadón jellegzetesen elfintorodott, amely momentum internetes mémmé és a védjegyévé vált.
2016-ban visszavonult a profi tornától. Egyike volt azon hírességeknek, akik érintettek voltak a 2014-es Fappening botrányban, ráadásul kiskorúként.